# نارینه آنتونیان
نارینه کوریونی آنتونیان (ارمنی: Նարինե Կորյունի Անտոնյան؛ زادهٔ ۲۲ ژانویهٔ ۱۹۶۱) بازیکن تنیس روی میز زن اهل ارمنستان است که در مجموع در برندهٔ ۴ مدال طلا، ۱ مدال نقره و ۲ مدال برنز شده‌است.

## زندگی شخصی
وی در سال ۱۹۸۵ ازدواج نمود. خواهر وی المیرا نیز در سطح اول تنیس روی میز جهان حضور داشته است. وی هم اکنون در آلمان زندگی می‌کند.

## نتایج مهم
| به نمایندگی | رویداد                         | سال  | مکان       | کشور                             | تک نفره    | دونفره     | مختلط         | تیمی |
| ----------- | ------------------------------ | ---- | ---------- | -------------------------------- | ---------- | ---------- | ------------- | ---- |
| اتحاد شوروی | مسابقات قهرمانی اروپا          | ۱۹۸۶ | پراگ       | چکسلواکی                         | ۱/۱۶نهایی  |            |               | ۲    |
| اتحاد شوروی | مسابقات قهرمانی اروپا          | ۱۹۸۴ | مسکو       | اتحاد جماهیر شوروی               | ۱/۱۶نهایی  | طلا        |               | ۱    |
| اتحاد شوروی | مسابقات قهرمانی اروپا          | ۱۹۸۲ | بوداپست    | مجارستان                         | ۱/۴ نهایی  | ۱/۴ نهایی  |               |      |
| اتحاد شوروی | مسابقات قهرمانی اروپا          | ۱۹۸۰ | برن        | سوئیس                            | ۱/۴ نهایی  | طلا        |               | ۱    |
| اتحاد شوروی | مسابقات قهرمانی اروپا          | ۱۹۷۸ | دویسبورگ   | آلمان غربی                       |            | برنز       |               |      |
| اتحاد شوروی | مسابقات قهرمانی نونهالان اروپا | ۱۹۷۷ | ویشی       | فرانسه                           | طلا        |            |               | ۱    |
| اتحاد شوروی | مسابقات قهرمانی نونهالان اروپا | ۱۹۷۶ | مودلینگ    | اتریش                            |            |            |               | ۱    |
| اتحاد شوروی | مسابقات قهرمانی نوجوانان اروپا | ۱۹۷۸ | بارسلون    | اسپانیا                          |            | طلا        |               | ۱    |
| اتحاد شوروی | مسابقات قهرمانی نوجوانان اروپا | ۱۹۷۷ | ویشی       | فرانسه                           |            | طلا        | طلا           |      |
| اتحاد شوروی | EURO-TOP12                     | ۱۹۸۵ | بارسلون    | اسپانیا                          | ۷          |            |               |      |
| ارمنستان    | مسابقات قهرمانی جهان           | ۱۹۹۳ | یوتبوری    | سوئد                             | راه‌یافت    | راه‌یافت    | بدون دسته‌بندی | ۱۹   |
| اتحاد شوروی | مسابقات قهرمانی جهان           | ۱۹۸۵ | یوتبوری    | سوئد                             | ۱/۳۲       | ۱/۴ نهایی  | ۱/۳۲ نهایی    | ۵    |
| اتحاد شوروی | مسابقات قهرمانی جهان           | ۱۹۸۱ | نووی ساد   | جمهوری فدرال سوسیالیستی یوگسلاوی | ۱/۶۴ نهایی | ۱/۱۶ نهایی | راه‌یافت       | ۴    |
| اتحاد شوروی | مسابقات قهرمانی جهان           | ۱۹۷۹ | پیونگ یانگ | کره شمالی                        | ۱/۶۴ نهایی | ۱/۱۶ نهایی | ۱/۳۲ نهایی    | ۴    |